# ارغستان
ارغستان (به لاتین: Arghistan) یک منطقهٔ مسکونی در افغانستان است که در ولسوالی ارغستان واقع شده‌است. ارغستان ۱٬۲۵۴ متر بالاتر از سطح دریا واقع شده‌است.